# Кедров, Иван Андреевич
Ива́н Андре́евич Ке́дров (1811—1846?) — русский философ.
Сын причётника, после окончания Санкт-Петербургской духовной академии был преподавателем словесности в Ярославской духовной семинарии.
Исходная точка философских воззрений Кедрова — невозможность понимания сущности вещей посредством логических форм мысли. Формы мышления — сети, в которых мы постоянно запутываемся, принимая ложь за истину. Гораздо больше значения Кедров склонен придавать опыту, который он по примеру Канта ограничивает только миром явлений. Но явления чаще повергают ум в нерешительность, нежели открывают ему таинственный источник, из которого они проистекают. Отказавшись, таким образом, от познания сущности вещей, следует перенести центр тяжести на мир нравственный и изучать природу с точки зрения нравственности.

## Труды
- Опыт философии природы. СПб., 1838.
- Курс психологии. Ярославль, 1844.